# Lepidochrysops puncticilia
Lepidochrysops puncticilia is een vlinder uit de familie van de Lycaenidae. De wetenschappelijke naam van de soort is voor het eerst geldig gepubliceerd in 1883 door Trimen.